# Marcos Cleri
Marcos Cleri (Rosario, 12 de enero de 1982) es un abogado y político argentino.
Se desempeñó como diputado nacional por la provincia de Santa Fe por tres mandatos consecutivos, desde 2011 hasta 2023. 
Fue precandidato a gobernador de Santa Fe en las PASO 2023, obteniendo el 4,09% de los votos totales. Quedó detrás de su contrincante en la interna, Marcelo Lewandowski, quien obtuvo el 16,59%, quedando así Cleri inhabilitado para participar en las elecciones generales. 

## Formación académica
Cursó su educación primaria en el colegio San Antonio de Padua de la ciudad de Rosario. Posteriormente estudió en el Liceo Aeronáutico Militar de Funes, donde se graduó en 1999 como “alférez de reserva y bachiller nacional”.[cita requerida] Continuó sus estudios en la Facultad de Derecho de la Universidad Nacional de Rosario, donde se graduó como abogado en el año 2005.

## Desarrollo profesional
Como parte de su desempeño político, ejerció el cargo de Gerente de coordinación y seguimiento de la actividad de los directores del Fondo de Garantía de Sustentabilidad de la Administración Nacional de la Seguridad Social en 2011. Posteriormente, fue electo diputado nacional por la provincia de Santa Fe para el periodo de 2011 a 2015.[cita requerida]
Antes de su carrera política, se desempeñó como docente de Derecho político desde el 2012 en la Universidad Nacional de Rosario y en la Universidad Tecnológica Nacional, donde dictó clases de derecho público y administrativo. También ha participado en congresos y seminarios sobre derecho, política y sociedad.

## Comisiones y desempeño legislativo
Entre los años 2015 y 2019 fue vicepresidente y presidente de la Comisión Bicameral de Trámite Permanente Legislativo, así como Presidente del Grupo Parlamentario de Amistad con la República Popular China y miembro de diversas comisiones.
| Comisión                                                | Cargo      |
| ------------------------------------------------------- | ---------- |
| Bicameral Permanente de Trámite Legislativo - Ley 26122 | Presidente |
| Agricultura y Ganadería                                 | Vocal      |
| Asuntos Constitucionales                                | Vocal      |
| Comercio                                                | Vocal      |
| Energía y Combustibles                                  | Vocal      |
| Peticiones, Poderes y Reglamento                        | Vocal      |
| Presupuesto y Hacienda                                  | Vocal      |
| Relaciones Exteriores y Culto                           | Vocal      |

En el ámbito internacional, ha mantenido una activa participación en diversos foros y eventos internacionales, en los que ha promovido la cooperación y el diálogo entre los países y las culturas. En particular, ha trabajado en estrecha colaboración con China y países asiáticos, con el objetivo de fomentar el intercambio cultural, económico y político entre ambos continentes.
| Grupo Parlamentario de Amistad (2018-2019) | Cargo |
| ------------------------------------------ | ----- |
| Alemania                                   | Vocal |
| República Popular China                    | Vocal |
| Japón                                      | Vocal |
| Islas Marshall                             | Vocal |
| Estados Federados de Micronesia            | Vocal |
| Mongolia                                   | Vocal |
| Israel                                     | Vocal |

En 2022, participó en proyectos legislativos como firmante y cofirmante. Como firmante, presentó proyectos de ley como la Señalética de Malvinas, la creación del Fondo Fiduciario del INTA y la Ley de Habeas Data, entre otros. Como cofirmante, participó en la presentación de proyectos de ley como el Uso Racional y Sostenible de los Humedales y el Fortalecimiento de la Justicia Penal Federal en la Provincia de Santa Fe.
Ha impulsado iniciativas y proyectos de ley en favor de la justicia social, la inclusión y el desarrollo sostenible.[cita requerida]